# Marquess of Londonderry

Ursprüngliches Wappen der Marquesses of Londonderry

Heutiges Wappen der Marquesses of Londonderry

Marquess of Londonderry ist ein erblicher britischer Adelstitel in der Peerage of Ireland.
Familiensitz der Marquesses ist Mount Stewart bei Newtownards im nordirischen County Down.

## Verleihung und nachgeordnete Titel
Der Titel wurde am 3. März 1816 für den irischen Politiker Robert Stewart, 1. Earl of Londonderry, geschaffen.
Er war bereits am 20. September 1789 zum Baron Londonderry, am 1. Oktober 1795 zum Viscount Castlereagh, of Castlereagh in the County of Down, und am 8. August 1796 zum Earl of Londonderry, of the County of Londonderry, erhoben worden. Alle diese Titel gehören zur Peerage of Ireland.
Der spätere 3. Marquess wurde am 1. Juli 1814 zum Baron Stewart, of Stewart’s Court and Ballylawn in the County of Donegal, erhoben. Dieser Titel gehört zur Peerage of the United Kingdom und war im Gegensatz zu den irischen Titeln bis 1999 mit einem erblichen Sitz im House of Lords verbunden. Am 28. März 1823 wurde er zudem in der Peerage of the United Kingdom zum Earl Vane und Viscount Seaham, of Seaham in the County Palatine of Durham, erhoben. Letztere beiden Titel wurden diesem mit dem besonderen Zusatz verliehen, dass sie vorrangig an seine Söhne aus zweiter Ehe vererbbar seien, weshalb diese bei seinem Tod 1854 nicht wie das Marquessate und die übrigen Titel an seinen einzigen Sohn aus erster Ehe als 4. Marquess of Londonderry, sondern an seinen ältesten Sohn aus zweiter Ehe, Lord George Vane-Tempest, als 2. Earl Vane fielen. Seit 1872 der 4. Marquess of Londonderry 1872 kinderlos starb und der 2. Earl Vane seine Titel erbte, sind alle genannten Titel wieder vereinigt.
Der spätere 3. Marquess nahm 1829 als Erbe des Vermögens seiner zweiten Gattin, der Erbtochter des Sir Henry Vane-Tempest, 2. Baronet († 1813) und der Anne MacDonnell, 2. Countess of Antrim, den Familiennamen Vane an. Sein ältester Sohn aus dieser zweiten Ehe, der spätere 5. Marquess, ergänzte den Familiennamen 1851 zu Vane-Tempest und dessen Sohn, der spätere 6. Marquess, 1885 weiter zu Vane-Tempest-Stewart.

## Liste der Marquesses of Londonderry (1816)
- Robert Stewart, 1. Marquess of Londonderry (1739–1821)
- Robert Stewart, 2. Marquess of Londonderry (1769–1822)
- Charles Vane, 3. Marquess of Londonderry (1778–1854)
- Frederick Stewart, 4. Marquess of Londonderry (1805–1872)
- George Vane-Tempest, 5. Marquess of Londonderry (1821–1884)
- Charles Vane-Tempest-Stewart, 6. Marquess of Londonderry (1852–1915)
- Charles Vane-Tempest-Stewart, 7. Marquess of Londonderry (1878–1949)
- Robin Vane-Tempest-Stewart, 8. Marquess of Londonderry (1902–1955)
- Alistair Vane-Tempest-Stewart, 9. Marquess of Londonderry (1937–2012)
- Frederick Vane-Tempest-Stewart, 10. Marquess of Londonderry (* 1972)

Mutmaßlicher Titelerbe (Heir Presumptive) ist der Bruder des jetzigen Titelinhabers, Lord Reginald Vane-Tempest-Stewart (* 1977).